# Anisodes sabulosa
Anisodes sabulosa là một loài bướm đêm trong họ Geometridae.